# Bec de coral del Congo
El bec de coral del Congo (Estrilda nigriloris) és un ocell de la família dels estríldids (Estrildidae).

## Hàbitat i distribució
Habita pantans del sud-est de la República Democràtica del Congo.